# Joe Paterno
Joseph Vincent Paterno (Nova York, 21 de dezembro de 1926 - Mar do Prata, 22 de janeiro de 2012), às vezes referido como JoePa, foi um jogador de Futebol americano universitário, diretor de atletismo e treinador principal. Ele foi o treinador de futebol americano na Universidade Estadual da Pensilvânia de 1966 a 2011. Com 409 vitórias, Paterno é o treinador mais vitorioso da história da NCAA FBS. Ele gravou sua 409ª vitória em 29 de outubro de 2011, então sua carreira terminou 11 dias depois, com sua demissão da equipe em 9 de novembro de 2011, como resultado do escândalo de abuso sexual infantil. Ele morreu 74 dias depois, de complicações do câncer de pulmão.
Paterno nasceu no Brooklyn, Nova York. Ele freqüentou a Brown University, onde jogou futebol americano como quarterback e cornerback. Ele tinha planejado originalmente ir para a faculdade de direito, mas em vez disso ele foi contratado em 1950 como assistente na Universidade Estadual da Pensilvânia.
Em 1966, Paterno foi nomeado treinador principal. Ele logo treinou a equipe para duas temporadas invictas em 1968 e 1969. A equipe venceu dois campeonatos nacionais - em 1982 e 1986. Paterno foi introduzido no College Football Hall of Fama como treinador em 2007. Durante sua carreira, ele disputou 37 jogos de bowl com 24 vitórias e recusou ofertas para treinar equipes da National Football League (NFL) que incluíam o Pittsburgh Steelers e o New England Patriots.
Após o escândalo de abuso sexual infantil em novembro de 2011, Paterno anunciou que iria se aposentar no final da temporada. No entanto, em 9 de novembro, o Conselho de Curadores da Universidade Estadual da Pensilvânia rejeitou essa divulgação e imediatamente rescindiu seu contrato. Uma investigação conduzida pelo ex-diretor do FBI, Louis Freeh, concluiu em julho de 2012 que Paterno ocultou informações relacionadas ao abuso sexual de meninos por parte de seu ex-coordenador defensivo, Jerry Sandusky. A investigação também revelou informações de que Paterno pode ter persuadido funcionários da universidade a não denunciar Sandusky às autoridades em 2001. O procurador-geral da Pensilvânia, Dick Thornburgh, entre outros, contestou o envolvimento de Paterno no suposto encobrimento e acusou Freeh de dar conclusões infundadas. Freeh chamou a crítica de "relatório de auto-serviço" que "não muda os fatos".
Em 23 de julho de 2012, a NCAA retirou todas as vitórias da Universidade Estadual da Pensilvânia de 1998 a 2011 como parte de sua punição pelo escândalo de abuso sexual infantil. A associação retirou 111 jogos que Paterno havia vencido, o que o levou do primeiro ao 12º lugar na lista dos técnicos mais vitoriosos da NCAA. Em janeiro de 2013, o senador estadual Jake Corman e o tesoureiro estadual Rob McCord lançaram uma ação contra a NCAA para derrubar as sanções com base no fato de que Freeh havia colaborado ativamente com a NCAA e que o devido processo não havia sido seguido. Como parte do acordo, a NCAA reverteu sua decisão em 16 de janeiro de 2015 e restaurou as 111 vitórias de Paterno.

## Primeiros anos
Paterno nasceu em 21 de dezembro de 1926, em Brooklyn, New York, filho de Florence de LaSalle Cafiero, uma dona de casa, e Angelo Lafayette Paterno, um funcionário de tribunal. Sua família era de ascendência italiana. Ele falou ao longo de sua vida com um acentuado sotaque do Brooklyn.
Em 1944, Paterno se formou na Brooklyn Preparatory School. Seis semanas depois, ele foi convocado para o exército durante a Segunda Guerra Mundial. Paterno passou um ano no Exército antes de ser dispensado a tempo de começar o ano letivo de 1946 na Brown University, onde sua matrícula foi paga por Busy Arnold.
Na faculdade, Paterno era membro da fraternidade Delta Kappa Epsilon. Ele jogou futebol americano como quarterback e cornerback e formou como um major de literatura inglesa em 1950.

## Carreira como treinador
Depois de se formar, Paterno foi aceito na curso de direito na Universidade de Boston. Embora seu pai tenha perguntado: "Pelo amor de Deus, por que você não foi para a faculdade?" depois de ouvir sobre sua escolha de carreira, Paterno se juntou a Rip Engle como assistente técnico da Universidade Estadual da Pensilvânia em 1950; Paterno foi promovido a assistente associado, o principal assistente, em junho de 1964, e quando Engle anunciou sua aposentadoria em fevereiro de 1966, Paterno foi nomeado seu sucessor no dia seguinte.
Refletindo o crescimento da estatura da Universidade Estadual da Pensilvânia, o Beaver Stadium foi expandido seis vezes, aumentando de tamanho de 46.284 em 1966 para 106.572 em 2001.
A Universidade Estadual da Pensilvânia não foi bem entre 2000 e 2004, com um recorde geral de 26-33 naqueles anos e Paterno se tornou alvo de críticas. Muitos na mídia atribuíram a má fase à idade avançada de Paterno. Ele não tinha planos aparentes de se aposentar e contingentes de fãs e ex-alunos começaram a pedir que ele renunciasse. Paterno rejeitou tudo isso e afirmou que cumpriria seu contrato até que expirasse em 2008.
Durante um discurso em Pittsburgh, em 12 de maio de 2005, Paterno anunciou que consideraria a aposentadoria se a temporada de 2005 fosse decepcionante. "Se não ganharmos alguns jogos, tenho que sair daqui", disse Paterno em discurso no Duquesne Club. "Simples assim". Penn State terminou a temporada com um recorde de 11-1 e foram campeões da Big Ten em 2005. Eles derrotaram Universidade do Estado da Flórida por 26-23 em uma tripla prorrogação no Orange Bowl de 2006.
Paterno foi acusado de "fazer pouco caso de agressão sexual" em 2006 pela Organização Nacional para as Mulheres, que pediu sua renúncia, embora a Universidade do Estado da Flórida posteriormente classificou este incidente como "fora de contexto" e nunca considerou seriamente pedir a renúncia de Paterno.
A temporada de 2009 foi a 44ª de Paterno como treinador, passando por Amos Alonzo Stagg no posto de maior tempo como treinador principal em uma única instituição na Divisão I.
A temporada de 2011, foi a 62ª de Paterno, que lhe deu o recorde de mais temporadas para qualquer técnico de futebol em uma única universidade.
A Universidade do Estado da Flórida enfrentou vários problemas legais com os jogadores, que incluiu 46 jogadores enfrentando 163 acusações criminais desde 2002. Um total de 118 dessas acusações foram descartadas ou não comprovadas, de acordo com uma análise de registros judiciais da ESPN e relatórios da Pensilvânia. Em 2008, a ESPN questionou o controle que Paterno e a universidade exerciam sobre os jogadores. Paterno foi criticado por sua resposta quando descartou as acusações como uma "caça às bruxas" e censurou os repórteres por perguntar sobre esses problemas.
O Sistema de Aposentadoria dos Funcionários do Estado da Pensilvânia (SERS) revelou o salário de Paterno em novembro de 2007: US $ 512.664. Ele recebeu US $ 490.638 em 2006. "Sou bem pago, não sou pago em excesso", disse Paterno em uma entrevista a repórteres na quarta-feira antes da divulgação do salário. "Eu tenho todo o dinheiro que eu preciso".
Paterno era conhecido por sua imagem de jogo - óculos grossos, calça social folgada (por sua admissão, para economizar em contas de limpeza) e meias brancas.

### Bowls e títulos

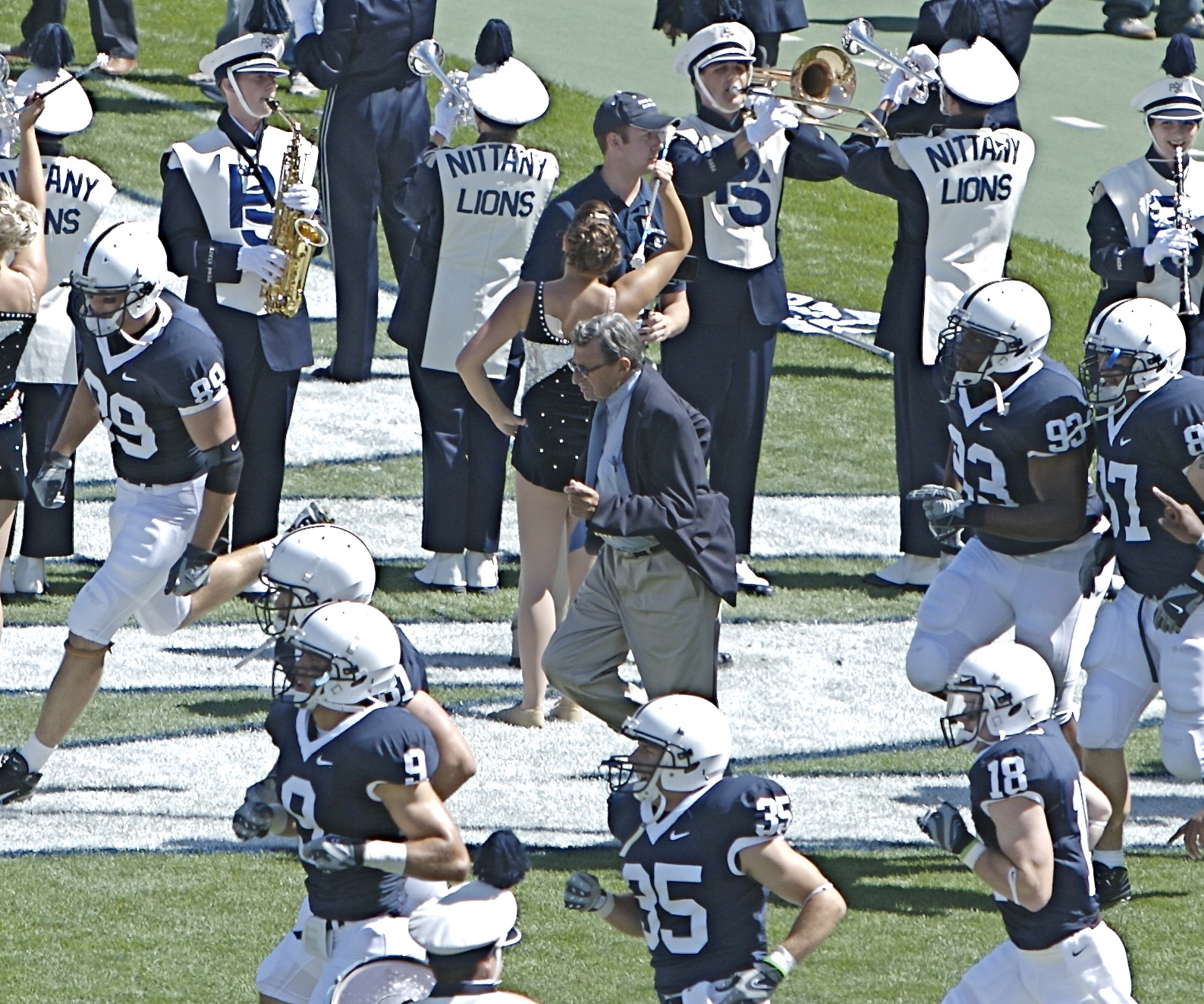
Paterno correndo com sua equipe antes do início de um jogo em setembro de 2007

Joe Paterno detém um total oficial de 18 vitórias em bowls da NCAA. Ele detém o recorde de NCAA para o total de 37 presenças em bowls. Ele teve um recorde de 24 vitórias, 12 derrotas e 1 empate após uma derrota no Outback Bowl de 2011. Paterno foi o primeiro treinador com a distinção de ter vencido cada uma dos quatro principais bolws - Rose, Orange, Fiesta e Sugar - bem como o Cotton Bowl Classic, pelo menos uma vez. A Universidade do Estado da Flórida venceu pelo menos três partidas de bowl em cada uma das quatro décadas que Paterno treinou durante toda a década, de 1970 a 2009.
Paterno levou a Universidade do Estado da Flórida a dois títulos nacionais (1982 e 1986) e a cinco temporadas invictas (1968, 1969, 1973, 1986 e 1994). Quatro de suas equipes invictas (1968, 1969, 1973 e 1994) ganharam grandes jogos de bowl mas não ganharam um campeonato nacional.
Sob o comando de Paterno, Universidade do Estado da Flórida ganhou o Orange Bowl (1968, 1969, 1973 e 2005), o Cotton Bowl (1972 e 1974), o Fiesta Bowl (1977, 1980, 1981, 1991, 1991 e 1996), o Liberty Bowl ( 1979), o Sugar Bowl (1982), o Aloha Bowl (1983), o Holiday Bowl (1989), o Citrus Bowl (1993 e 2010), o Rose Bowl (1994), o Outback Bowl (1995, 1998 e 2006). e o Alamo Bowl (1999 e 2007).
Depois que a Universidade do Estado da Flórida se juntou à Big Ten Conference em 1993, eles ganharam a Final da Big Ten três vezes (1994, 2005 e 2008). Paterno teve 29 finalizações no Top 10 do ranking nacional.

### Prêmios e honras
- Desportista do Ano da Sports Illustrated – 1986
- Prêmio de treinador Amos Alonzo Stagg (United States Sports Academy (USSA)) – 1989, 2001
- Prêmio Amos Alonzo Stagg (AFCA) – 2002
- Treinador do Ano pela AFCA – 1968, 1978, 1982, 1986, 2005
- Treinador do Ano pela Associated Press College Football – 2005
- Bobby Dodd Treinador do Ano – 1981, 2005
- Eddie Robinson Treinador do Ano – 1978, 1982, 1986
- George Munger Award (Div. I Treinador do Ano) – 1990, 1994, 2005
- Prêmio Paul "Bear" Bryant – 1986
- Treinador do Ano pela Sporting News College Football – 2005
- Treinador do Ano pela The Home Depot – 2005
- Treinador do Ano Walter Camp – 1972, 1994, 2005
- Treinador do Ano da Big Ten Conference – 1994, 2005, 2008
- NCAA Gerald R. Ford Award – 2011[28] (revogada pela NCAA)

Em 16 de maio de 2006, Paterno foi eleito para o College Football Hall of Fame depois que a National Football Foundation decidiu mudar suas regras e permitir que qualquer treinador com mais de 75 anos fosse elegível para o Hall of Fame ao invés de ter que esperar até a aposentadoria. No entanto, em 4 de novembro de 2006, ele foi ferido durante uma colisão lateral durante um jogo contra Wisconsin. Como resultado de seus ferimentos, ele foi incapaz de viajar para as cerimônias de admissão em Nova York e a National Football Foundation anunciou que ele seria introduzido como parte da classe de 2007 do Hall of Fame. Paterno foi oficialmente consagrado em uma cerimônia realizada em 19 de julho de 2008.
Em 2009, Paterno foi nomeado para a lista dos 50 maiores técnicos de todos os tempos do Sporting News (MLB, NBA, NFL, NHL, basquetebol universitário e futebol americano universitário). Ele está listado na posição 13.
Em 2010, o Maxwell Football Club de Filadélfia estabeleceu o Prêmio Joseph V. Paterno, a ser concedido anualmente ao melhor treinador universitário. Após o escândalo de abuso sexual contra crianças no ano seguinte, o prêmio foi suspenso.
Também em 2010, a Big Ten Conference estabeleceu o troféu Stagg-Paterno Championship como o troféu anual a ser entregue ao vencedor do título da conferência. No entanto, em 14 de novembro de 2011, o nome do troféu foi alterado para o Stagg Championship Trophy, à luz do escândalo de abuso infantil.
Paterno também foi indicado para a Medalha Presidencial da Liberdade. No entanto, à luz do escândalo de abuso infantil, os senadores dos Estados Unidos, Pat Toomey e Bob Casey Jr., bem como o deputado Glenn Thompson retiraram seu apoio a Paterno receber a honra.

## Escândalo de abuso sexual infantil e demissão
Em 5 de novembro de 2011, o ex-coordenador defensivo da Universidade Estadual da Pensilvânia, Jerry Sandusky, foi preso em 52 acusações de abuso sexual infantil ocorridas entre 1994 e 2009, incluindo alegações de incidentes no campus da universidade. Uma investigação de 2011 relatou que o assistente de pós-graduação Mike McQueary disse a Paterno em 2002 que ele tinha visto Sandusky abusando de um garoto de 10 anos nas instalações de futebol. De acordo com o relatório, Paterno notificou o Diretor do Atletismo, Tim Curley, sobre o incidente, e mais tarde notificou Gary Schultz, Vice-Presidente de Finanças e Negócios, a quem a Polícia da Universidade reportou diretamente. Paterno disse que McQueary o informou que "ele havia testemunhado um incidente no chuveiro... mas em nenhum momento relatou a mim as ações específicas contidas no relatório".
Em seu testemunho do júri, Paterno afirmou que McQueary havia descrito Sandusky "acariciando" um menino em um ato que ele descreveu como "natureza sexual", mas não chegou ao estupro ao qual McQueary mais tarde testemunhou. Apesar da natureza do incidente de 2001 e que mais tarde ficou claro que Curley e outros funcionários da universidade não haviam denunciado as alegações à polícia, Paterno também não notificou a polícia. Em vez disso, duas semanas depois, Curley relatou que as chaves de Sandusky para o vestiário tinham sido retiradas e que o incidente foi relatado à instituição de caridade The Second Mile. Sandusky também foi proibido de trazer crianças para o campus da universidade. Embora os promotores não acusassem Paterno de qualquer irregularidade, ele foi criticado por não ter dado seguimento ao seu relatório sobre as declarações de McQueary. A Procuradora-Geral da Pensilvânia, Linda Kelly, disse que Paterno cooperava com os promotores e que ele tinha cumprido sua responsabilidade estatutária de relatar o incidente de 2001 aos administradores escolares.
Segundo a lei estadual da Pensilvânia na época, qualquer funcionário do estado que aprendesse sobre suspeita de abuso infantil deveria relatar o incidente ao seu supervisor imediato. No caso do incidente de 2001, McQueary relatou o incidente ao seu supervisor imediato, Paterno. Por sua vez, Paterno relatou o incidente ao seu supervisor imediato, o diretor esportivo Tim Curley, que depois relatou a Gary Schultz, ex-vice-presidente sênior de negócios e finanças, cargo que o Departamento de Polícia da Universidade reportou diretamente. Por essas razões, Paterno não ficou sob suspeita criminal. O comissário de polícia do estado da Pensilvânia, Frank Noonan, no entanto, criticou Paterno por não fazer o suficiente para impedir os crimes de Sandusky. Noonan afirmou que, embora Paterno possa ter feito o que ele era legalmente obrigado a fazer, qualquer um com conhecimento de possíveis abusos sexuais contra menores tinha "exigências morais" para notificar a polícia.
Na noite de 8 de novembro, centenas de estudantes se reuniram em frente à casa de Paterno em apoio ao treinador. Paterno agradeceu à multidão e disse: "Devemos fazer uma oração para as crianças que foram vítimas. É uma vida difícil quando as pessoas fazem certas coisas a você".
Poucos dias depois do escândalo ser revelado, havia especulações de que Paterno não poderia retornar como técnico principal. Em 9 de novembro, Paterno anunciou que se aposentaria no final da temporada, afirmando:
. . . Decidi anunciar minha aposentadoria no final desta temporada. Neste momento, o Conselho de Curadores não deve passar um único minuto discutindo meu status. Eles têm assuntos muito mais importantes para resolver. Eu quero fazer isso tão fácil para eles quanto eu puder.
Mais tarde naquela noite, no entanto, o Conselho de Administração votou pelo fim do contrato de Paterno, com vigência imediata. Eles consideraram, mas finalmente rejeitaram a idéia de deixar Paterno terminar a temporada, dizendo que a crescente indignação com a situação teria tornado impossível para ele ser eficaz como treinador. Incapaz de alcançar Paterno pessoalmente devido à multidão em torno de sua casa e não querendo que Paterno descobrisse através da mídia, o conselho o notificou de sua decisão por telefone. Tom Bradley, o sucessor de Sandusky como coordenador defensivo, foi nomeado treinador interino para o restante da temporada de 2011. Na mesma reunião, o presidente da universidade, Graham Spanier, renunciou também.
Naquela noite, vários milhares de estudantes da Universidade Estadual da Pensilvânia gritando o nome de Paterno se amotinaram nas ruas, arremessando pedras, derrubando placas de rua e derrubando uma van de notícias. Os partidários e familiares de Paterno continuaram a criticar duramente as ações do conselho nos meses seguintes à sua morte, levando o conselho a liberar uma declaração adicional explicando sua decisão. Nele, o conselho disse que optou por remover Paterno depois de descobrir que "sua decisão de cumprir seu dever legal mínimo e de não fazer mais o acompanhamento constituiu uma falha de liderança". O conselho havia dito anteriormente que havia três razões principais para sua demissão: seu fracasso em fazer mais quando foi informado sobre uma suposta agressão sexual por Jerry Sandusky; o que o Conselho de Administração considerou como seu questionamento da autoridade do conselho nos dias após a prisão de Sandusky; e o que a diretoria determinou ser sua incapacidade de continuar efetivamente treinando diante de questões contínuas em torno do programa.

### Descobertas póstumas
O ex-diretor da FBI, Louis Freeh, e uma equipe de ex-promotores federais e agentes do FBI, foram contratados pelo Conselho de Curadores do Estado da Pensilvânia para conduzir uma investigação independente sobre o caso. Depois de entrevistar mais de 400 pessoas e revisar mais de 3,5 milhões de documentos, a equipe de investigação relatou que Paterno, Spanier, Curley e Schultz ocultaram as ações de Sandusky para proteger a publicidade em torno do célebre programa de futebol americano da Universidade Estadual da Pensilvânia. A investigação de Freeh descobriu que, pelas suas ações, os quatro homens "falharam em proteger contra um predador sexual infantil que prejudica as crianças por mais de uma década". O relatório concluiu que Paterno, juntamente com Schultz, Spanier e Curley "esconderam as atividades de Sandusky do Conselho de Curadores, da comunidade e das autoridades da Universidade".
E-mails descobertos pelos investigadores de Freeh incluíam uma cadeia de e-mails entre Curley e Schultz sobre um incidente anterior entre Sandusky e outra criança em 1998. A equipe de Freeh também descobriu um e-mail de 2001 de Curley sobre o incidente subsequente de 2001 em que McQueary testemunhou Sandusky com um menino nos chuveiros da Universidade Estadual da Pensilvânia.
Além disso, o relatório de Freeh disse que mesmo depois da aposentadoria de Sandusky em 1999, Paterno, Schultz, Spanier e Curley "capacitaram Sandusky a atrair potenciais vítimas para o campus e eventos, permitindo que ele tivesse acesso contínuo, sem restrições e sem supervisão à instalações da Universidade":
Após a revelação do relatório de Freeh, a Nike, removeu o nome de Paterno do Joe Paterno Child Development Center, uma creche na sede da empresa em Beaverton, Oregon. A Brown University, a universidade de Paterno, anunciou que removeria o nome de Paterno de seu prêmio anual em homenagem a atletas masculinos novatos e afirmou que seu status no Hall da Fama do Athletic Brown seria colocado sob revisão.
Em 14 de julho de 2012, o The New York Times informou que em janeiro de 2011, Paterno abriu negociações de "surpresa" para terminar prematuramente seu contrato com um pagamento antecipado adicional de US $ 3 milhões, antes do conhecimento público do escândalo. Apesar de seu contrato não ter sido negociado até o final de 2011, Paterno iniciou negociações com seus superiores para alterar seu contrato em janeiro de 2011, mesmo mês em que foi notificado da investigação policial. Em agosto de 2011, Paterno e seus advogados chegaram a um acordo com o PSU Board para um pacote total de US $ 5,5 milhões, incluindo um pagamento em dinheiro de US $ 3 milhões, perdão de um empréstimo sem juros de US $ 350.000 emitido pela universidade e o uso de um empréstimo privado e um jato particular por 25 anos, se ele concordasse que a temporada de 2011 seria a última. Em última análise, o conselho rejeitou a oferta de Paterno de se demitir no final da temporada de 2011, mas confrontado com cartas de ódio e uma ameaça de difamação por parte da família Paterno, concordou em dar Paterno e sua família o pacote de US $ 5,5 milhões, que incluiu vantagens adicionais para a família, incluindo o uso das instalações de hidroterapia do departamento atlético por sua viúva.
Após o lançamento do relatório de Freeh, os críticos pediram a remoção da estátua de Joe Paterno no exterior do estádio Beaver. A escola removeu a estátua em 22 de julho, diante de uma multidão de espectadores estudantis. O sucessor de Spanier como presidente, Rodney Erickson, disse que a estátua se tornou "uma fonte de divisão e um obstáculo para a cura", mas fez uma distinção entre ela e a Biblioteca Paterno, também no campus.
Em 23 de julho, duas semanas após o lançamento do relatório de Freeh, a NCAA puniu a Universidade Estadual da Pensilvânia com algumas das mais severas sanções já registradas na história. A Universidade Estadual da Pensilvânia foi multada em US $ 60 milhões, despojada de 40 bolsas de estudo de 2013 a 2017, banida de jogos de pós-temporada até 2016 e retiradas todas as 112  vitórias desde 1998. A NCAA informou que "a liderança da Universidade Estadual da Pensilvânia falhou em valorizar e manter a integridade institucional, infringindo as regras da Constituição da NCAA e da Divisão I". O relatório da NCAA criticou duramente Paterno por seu papel em um suposto encobrimento dos crimes de Sandusky, dizendo que Paterno, Spanier, Schultz e Curley demonstraram "uma falha de integridade institucional e individual". Embora esta ação estivesse fora do processo normal para investigar grandes violações, a NCAA disse que esta ação foi merecida porque o alegado encobrimento violou os princípios básicos que estavam além das políticas específicas.

### Resposta ao relatório do Freeh
Em 13 de setembro de 2012, um grupo de ex-alunos e apoiadores chamado Penn Staters for Responsible Stewardship publicou uma revisão do Relatório de Freeh que criticava a investigação e as conclusões de Freeh. Em fevereiro de 2013, a família Paterno divulgou um relatório escrito por Dick Thornburgh, ex-procurador-geral dos EUA e governador da Pensilvânia, contestando os métodos investigativos de Freeh, chamando o relatório de "pressa para a injustiça". Thornburgh concluiu que o relatório do Freeh era "seriamente falho, tanto no que diz respeito ao processo de investigação quanto às descobertas relacionadas ao Sr. Paterno". Em resposta, Freeh chamou o relatório da família Paterno de "auto-serviço" e disse que isso não alterou os fatos e as descobertas de sua investigação inicial.
Em 30 de maio de 2013, a família Paterno e os membros da comunidade Universidade Estadual da Pensilvânia (embora não a própria universidade) entraram com uma ação no Tribunal de Apelação Comum do Centro, em uma tentativa de anular as sanções contra a universidade. A ação afirma que a NCAA e os outros réus violaram suas obrigações contratuais, violaram suas obrigações de boa fé e tratamento justo, intencionalmente interferiram nas relações contratuais e difamaram e / ou desacreditaram comercialmente os indivíduos que apresentaram a ação.
Um ano após a publicação do relatório, o presidente do Conselho de Curadores da Universidade Estadual da Pensilvânia, que originalmente havia encomendado o relatório, disse que as conclusões de Freeh equivaliam a "especulação". Em uma entrevista de janeiro de 2015 à Associated Press, o presidente da Universidade Estadual da Pensilvânia, Eric Barron disse: "Eu tenho que dizer, eu não sou um fã do relatório. Não há dúvida em minha mente, Freeh direcionou tudo como se ele fosse um promotor tentando convencer um tribunal a julgar o caso".
O senador estadual Jake Corman e o tesoureiro Rob McCord entraram com uma ação contra a NCAA em janeiro de 2013, argumentando que a multa de US $ 60 milhões deveria ser mantida para ajudar as vítimas de abuso sexual infantil na Pensilvânia. Em 16 de janeiro de 2015, a NCAA concordou com um acordo, removendo o período probatório imposto à Universidade Estadual da Pensilvânia e restaurando as 111 vitórias do Paterno entre 1998 e 2011. Corman proclamou: "Hoje é uma vitória para o povo da Pensilvânia. Hoje é uma vitória para a nação Penn State ".

## Pontos de vista sobre questões de futebol universitário

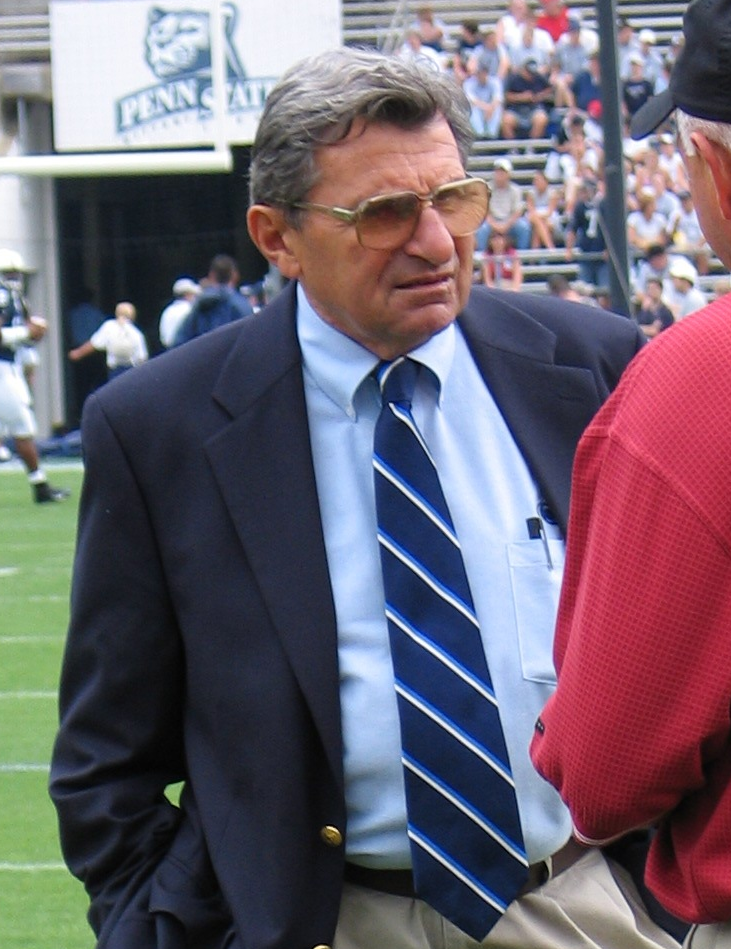
Paterno em 2003

Paterno foi um defensor de longa data de algum tipo de sistema de playoff no futebol americano universitário. A questão foi colocada a ele com freqüência ao longo dos anos, já que apenas uma de suas cinco equipes invictas foi eleita campeã nacional.
Paterno acreditava que os atletas universitários bolsistas deveriam receber um salário modesto, de modo que tivessem algum dinheiro para gastar. Como justificativa, Paterno apontou que muitos atletas bolsistas vinham de famílias pobres e que outros alunos tinham tempo para manter um emprego de meio período, enquanto os horários ocupados de treinamento impediam os atletas universitários de trabalhar durante o ano letivo.
Em 2010, Paterno e o ex-técnico do Chicago Bears, Mike Ditka, sugeriram que contusões e outros ferimentos na NFL e no futebol americano universitário poderiam ser reduzidos se as máscaras fossem eliminadas.

## Fora do futebol

### Filantropia e educação

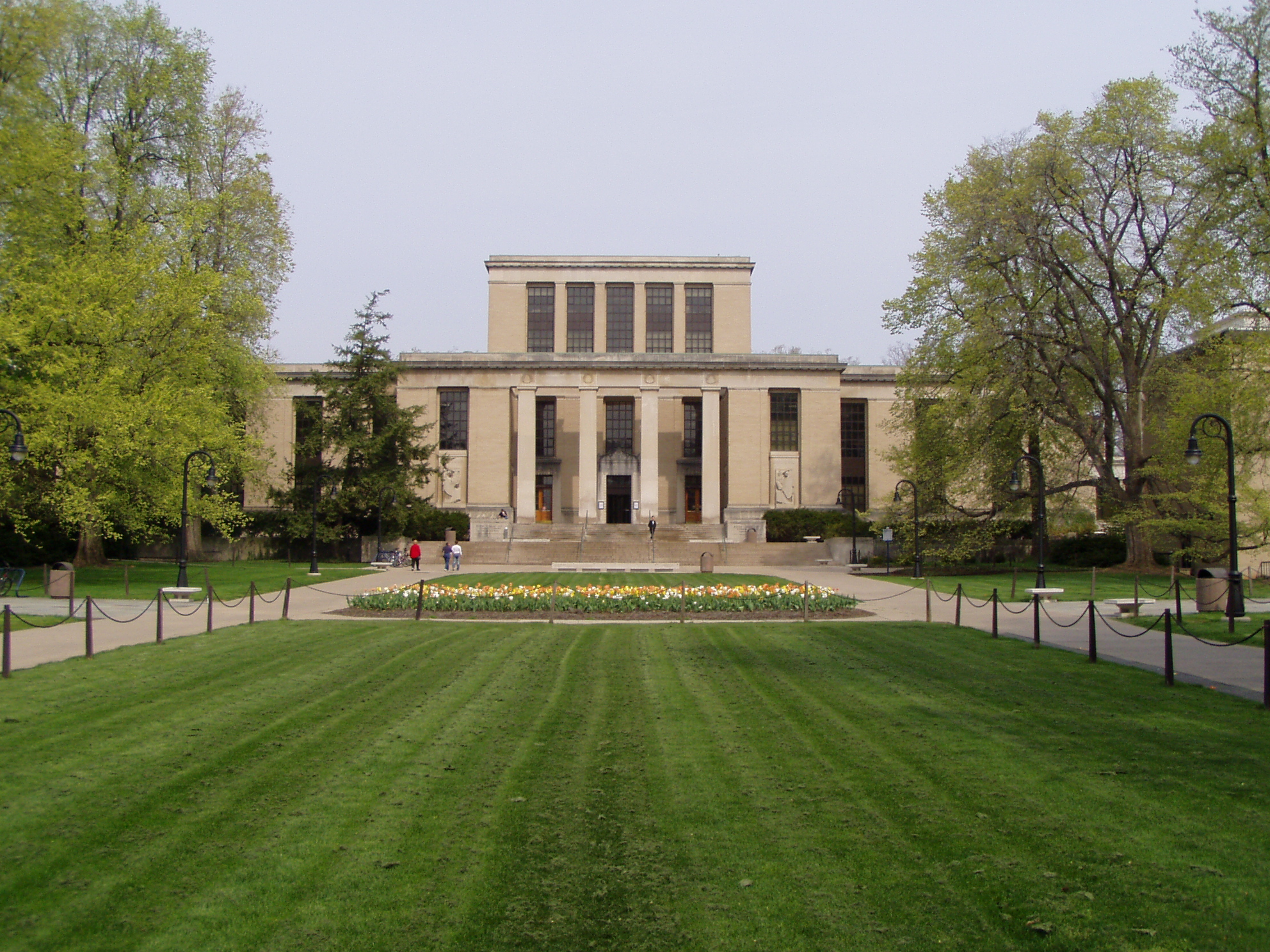
A ala leste da Biblioteca Pattee (centro) está conectada à Biblioteca Paterno (à direita, não vista) na Universidade Estadual da Pensilvânia.

Após o anúncio de sua nomeação como treinador em 1966, Paterno começou a conduzir o que chamou de "Grande Experimento" na fusão de atletismo e acadêmicos no ambiente colegial, uma ideia que ele aprendeu durante seus anos na Universidade Brown. Como resultado, os jogadores da Universidade Estadual da Pensilvânia demonstraram consistentemente sucesso acadêmico acima da média em comparação com as outras universidades da Divisão I-A em todo o país. Em 2011, os jogadores da Universidade Estadual da Pensilvânia tiveram uma taxa de graduação de 80% e não mostraram nenhuma lacuna de desempenho entre seus jogadores negros e brancos, o que é extremamente raro para times da I Divisão. A New American Foundation classificou a Penn State No. 1 em sua 2011 Academic Bowl Championship Series.
Paterno também era conhecido por suas contribuições de caridade para acadêmicos da Universidade Estadual da Pensilvânia. Ele e sua esposa, Sue, contribuíram com mais de US $ 4 milhões para vários departamentos, incluindo apoio ao Penn State All-Sports Museum, inaugurado em 2002, e ao Centro Espiritual Pasquerilla, inaugurado em 2003. Depois de ajudar, arrecadou mais de US $ 13,5 milhões. fundos para a expansão de 1997 da Pattee Library, a universidade nomeou a expansão Paterno Library em sua homenagem.
Em 2007, o ex-jogador Franco Harris e sua empresa RSuper Foods homenagearam Paterno, apresentando sua história e imagens em caixas de Super Donuts e Super Buns no PA Central. Uma parte das vendas será doada para um fundo de dotação para a biblioteca da universidade que leva seu nome.
Paterno também participou da anual Penn State Dance Marathon, um popular evento de caridade de fim de semana e a maior filantropia administrada por estudantes do mundo (arrecadou mais de US $ 10 milhões em 2012), todos os anos para arrecadar dinheiro para crianças com câncer.

### Interesses políticos

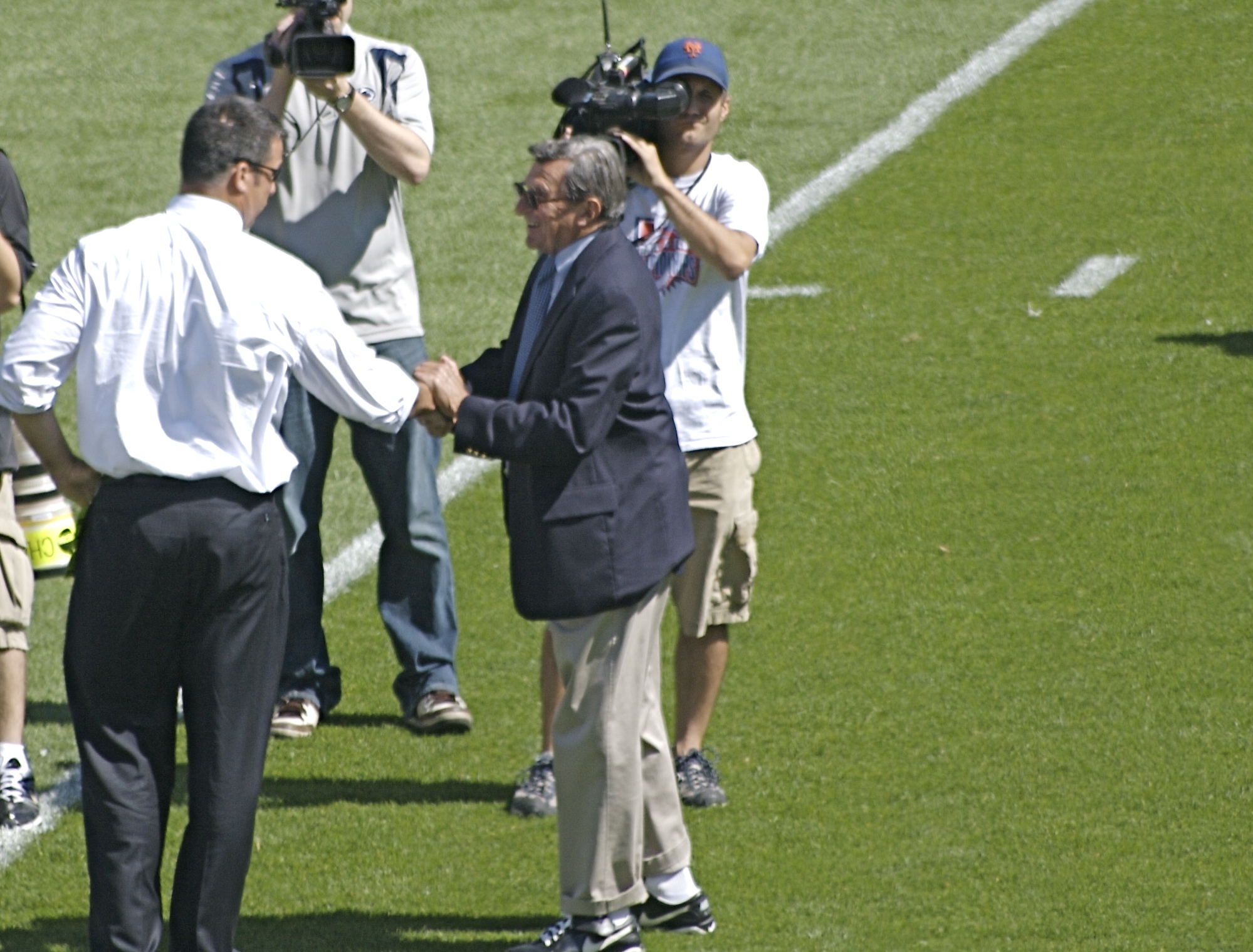
Paterno deseja boa sorte ao treinador da FIU, Mario Cristobal, em setembro de 2007.

Paterno era um conservador político e amigo pessoal do presidente George H. Bush. Ele fez campanha por Bush de porta em porta nas primárias de New Hampshire, em 1988, e secundou sua indicação na Convenção Nacional Republicana. Paterno também foi amigo íntimo do presidente Gerald Ford e apresentou o presidente George W. Bush em uma campanha eleitoral antes da eleição presidencial de 2004. Antes da eleição governamental de 1974 na Pensilvânia, um grupo de líderes do Partido Republicano da Pensilvânia considerou brevemente Paterno como o candidato a vice-governador.
Em 2004, seu filho Scott Paterno, um advogado, ganhou as primárias republicanas para o 17º distrito congressional da Pensilvânia, mas perdeu nas eleições gerais de novembro para o democrata Tim Holden. "Eu levei meus filhos a pensar por si mesmos desde o primeiro dia", Joe Paterno disse em 2008. "Eu tenho um filho que é um republicano, que concorreu ao Congresso, Scott. Eu sou republicano. Eu tenho um filho, Jay, que vota em Barack Obama. Eu tenho uma filha, que eu tenho certeza que vai votar em Hillary Clinton. Então, Deus abençoe a América".

### Vida pessoal
Enquanto servia como assistente técnico, Paterno conheceu a cantora Suzanne Pohland na biblioteca do campus; ela era 13 anos mais nova. Eles se casaram em 1962, ano em que ela se formou. Eles tiveram cinco filhos: Diana, Joseph Jr, Mary Kay, David e Scott. Todos os seus filhos são graduados da Universidade Estadual da Pensilvânia e Jay Paterno foi o treinador de quarterbacks da universidade até a contratação do novo treinador Bill O'Brien em 7 de janeiro de 2012. Os Paternos tinham 17 netos.
Paterno foi um residente de longa data em Avalon, New Jersey.
Paterno e sua esposa são co-autores do livro infantil "We Are Penn State !", que acontece durante um típico final de semana de boas-vindas da Universidade Estadual da Pensilvânia.

## Deterioração da saúde e morte

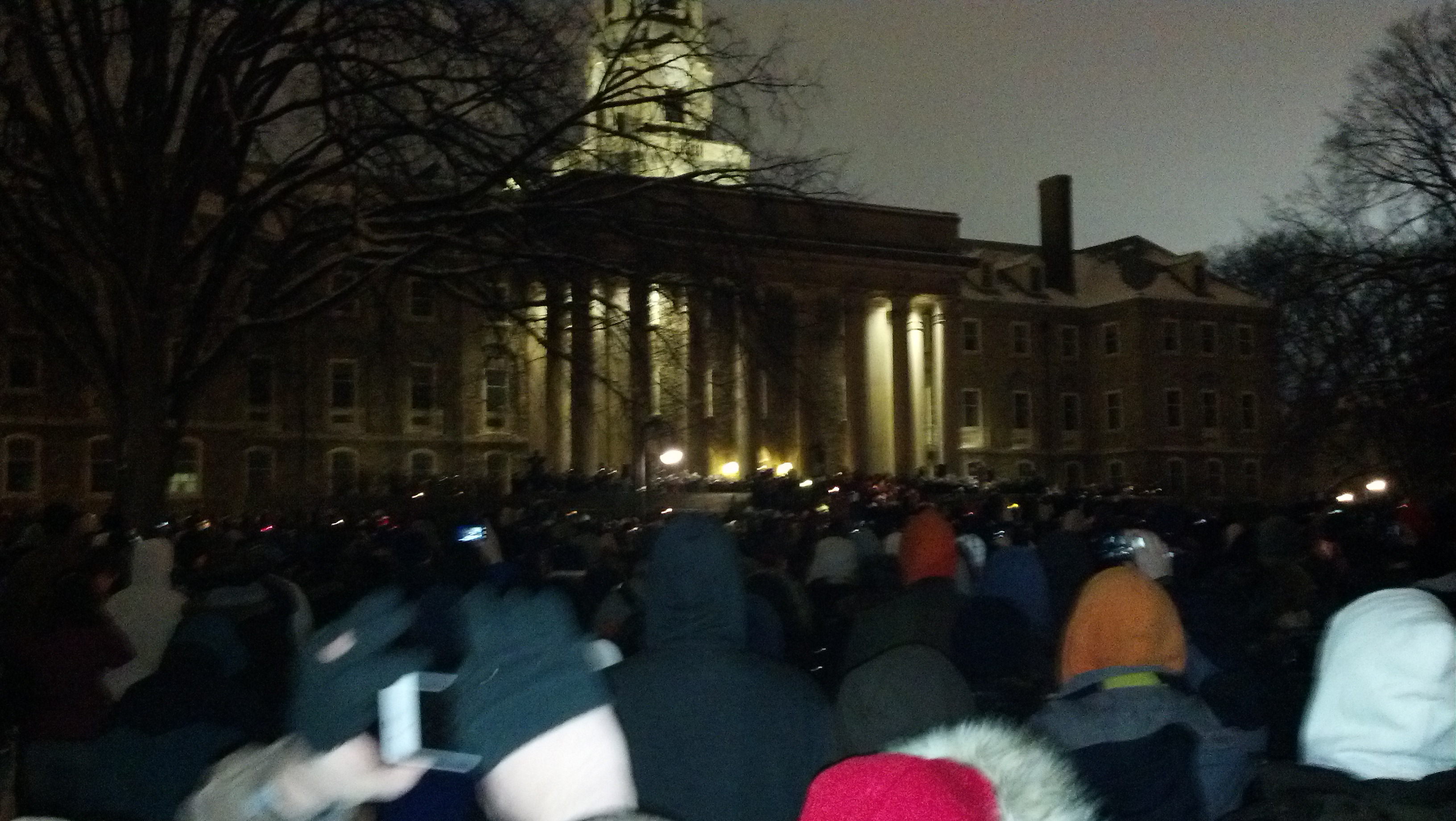
Milhares de estudantes e professores da Universidade Estadual da Pensilvânia se reuniram para homenagear Paterno em uma vigília à luz de velas no Old Main, quando ele morreu em 22 de janeiro de 2012.

Em novembro de 2011, Scott Paterno relatou que seu pai tinha uma forma tratável de câncer de pulmão. Em 13 de janeiro de 2012, Paterno foi hospitalizado no State College por complicações relacionadas ao seu tratamento contra o câncer, e permaneceu lá até sua morte nove dias depois, em 22 de janeiro de 2012.
Sua morte resultou em tributos de líderes proeminentes nos EUA, incluindo o ex-presidente George W. Bush, que chamou Paterno de "um excelente americano que era respeitado não apenas no campo de jogo, mas na vida em geral - e ele era, sem dúvida, um verdadeiro ícone no mundo dos esportes". O governador da Pensilvânia, Tom Corbett, disse sobre Paterno: "Seu legado como treinador vencedor do futebol americano universitário e sua generosidade para com a Universidade Estadual da Pensilvânia como instituição e seus jogadores são monumentos à sua vida. Seu lugar na história de nosso estado é seguro."
Em 23 de janeiro, Corbett ordenou que todas as bandeiras do Estado fossem baixadas em honra de Paterno. Na época de sua morte, a Universidade Estadual da Pensilvânia ainda estava finalizando o pacote de aposentadoria de Paterno
O funeral de Paterno foi realizado no Colégio Estadual em 25 de janeiro de 2012. Cerca de 750 pessoas participaram da cerimônia privada, após a qual milhares de pessoas participaram do cortejo fúnebre. Paterno foi enterrado no Cemitério Presbiteriano de Spring Creek, nos arredores da cidade. Aproximadamente 12.000 pessoas compareceram a um serviço memorial público que foi realizado no Bryce Jordan Center em 26 de janeiro de 2012.

## Recorde como treinador principal
| Penn State Nittany Lions (NCAA University Division / Division I / Division I-A independent) (1966–1992)                      |             |           |       |           |                  |  |  |
| 1966 | Penn State  | 5–5       |       |           |                  |  |  |
| 1967 | Penn State  | 8–2–1     |       |           | T Gator          |  |  |
| 1968 | Penn State  | 11–0      |       |           | W Orange         |  |  |
| 1969 | Penn State  | 11–0      |       |           | W Orange         |  |  |
| 1970 | Penn State  | 7–3       |       |           |                  |  |  |
| 1971 | Penn State  | 11–1      |       |           | W Cotton         |  |  |
| 1972 | Penn State  | 10–2      |       |           | L Sugar          |  |  |
| 1973 | Penn State  | 12–0      |       |           | W Orange         |  |  |
| 1974 | Penn State  | 10–2      |       |           | W Cotton         |  |  |
| 1975 | Penn State  | 9–3       |       |           | L Sugar          |  |  |
| 1976 | Penn State  | 7–5       |       |           | L Gator          |  |  |
| 1977 | Penn State  | 11–1      |       |           | W Fiesta         |  |  |
| 1978 | Penn State  | 11–1      |       |           | L Sugar          |  |  |
| 1979 | Penn State  | 8–4       |       |           | W Liberty        |  |  |
| 1980 | Penn State  | 10–2      |       |           | W Fiesta         |  |  |
| 1981 | Penn State  | 10–2      |       |           | W Fiesta         |  |  |
| 1982 | Penn State  | 11–1      |       |           | W Sugar          |  |  |
| 1983 | Penn State  | 8–4–1     |       |           | W Aloha          |  |  |
| 1984 | Penn State  | 6–5       |       |           |                  |  |  |
| 1985 | Penn State  | 11–1      |       |           | L Orange         |  |  |
| 1986 | Penn State  | 12–0      |       |           | W Fiesta         |  |  |
| 1987 | Penn State  | 8–4       |       |           | L Florida Citrus |  |  |
| 1988 | Penn State  | 5–6       |       |           |                  |  |  |
| 1989 | Penn State  | 8–3–1     |       |           | W Holiday        |  |  |
| 1990 | Penn State  | 9–3       |       |           | L Blockbuster    |  |  |
| 1991 | Penn State  | 11–2      |       |           | W Fiesta         |  |  |
| 1992 | Penn State  | 7–5       |       |           | L Blockbuster†   |  |  |
| Penn State Nittany Lions (Big Ten Conference) (1993–2011)                                                                    |             |           |       |           |                  |  |  |
| 1993 | Penn State  | 10–2      | 6–2   | 3rd       | W Florida Citrus |  |  |
| 1994 | Penn State  | 12–0      | 8–0   | 1st       | W Rose           |  |  |
| 1995 | Penn State  | 9–3       | 5–3   | T–3rd     | W Outback        |  |  |
| 1996 | Penn State  | 11–2      | 6–2   | T–3rd     | W Fiesta†        |  |  |
| 1997 | Penn State  | 9–3       | 6–2   | T–2nd     | L Florida Citrus |  |  |
| 1998 | Penn State  | 9–3       | 5–3   | 5th       | W Outback        |  |  |
| 1999 | Penn State  | 10–3      | 5–3   | T–4th     | W Alamo          |  |  |
| 2000 | Penn State  | 5–7       | 4–4   | T–6th     |                  |  |  |
| 2001 | Penn State  | 5–6       | 4–4   | T–4th     |                  |  |  |
| 2002 | Penn State  | 9–4       | 5–3   | 4th       | L Capital One    |  |  |
| 2003 | Penn State  | 3–9       | 1–7   | T–8th     |                  |  |  |
| 2004 | Penn State  | 4–7       | 2–6   | 9th       |                  |  |  |
| 2005 | Penn State  | 11–1      | 7–1   | T–1st     | W Orange†        |  |  |
| 2006 | Penn State  | 9–4       | 5–3   | T–4th     | W Outback        |  |  |
| 2007 | Penn State  | 9–4       | 4–4   | T–5th     | W Alamo          |  |  |
| 2008 | Penn State  | 11–2      | 7–1   | T–1st     | L Rose†          |  |  |
| 2009 | Penn State  | 11–2      | 6–2   | T–2nd     | W Capital One    |  |  |
| 2010 | Penn State  | 7–6       | 4–4   | T–4th     | L Outback        |  |  |
| 2011 | Penn State  | 8–1       | 5–0   | (Leaders) |                  |  |  |
| Penn State: | Penn State: | 409–136–3 | 95–54 |           |                  |  |  |
| Total: | Total:      | 409–136–3 |       |           |                  |  |  |
| National championship Conference title Conference division title or championship game berth                                  |             |           |       |           |                  |  |  |
| - †Indicates Bowl Coalition, Bowl Alliance or BCS bowl. - #Rankings from final Coaches Poll. - °Rankings from final AP Poll. |             |           |       |           |                  |  |  |